# Байки из турне
«Байки из турне» (англ. Mike Judge Presents: Tales from the Tour Bus) — американский анимационный документальный телесериал о музыке, созданный Майком Джаджем, Ричардом Маллинзом и Дабом Корнеттом. Премьера состоялась 22 сентября 2017 года на Cinemax. Сериал состоит из двух сезонов. Первый сезон посвящён исполнителям кантри, второй — фанку.

## Описание
В каждой серии ведётся рассказ о каком-то одном музыканте. Серию предваряет вступление Майка Джаджа, а затем идут интервью с людьми, имеющими отношение к данному исполнителю. Все интервью мультипликационные и перерисованы техникой ротоскопирования с реальных интервью. В сериях присутствуют и различные архивные кадры.

## Производство
12 января 2017 года стало известно, что Cinemax дал добро на производство восьми эпизодов нового шоу «Байки из турне». Программа создавалась Майком Джаджем, Ричардом Маллинзом и Дабом Корнеттом. 14 сентября 2017 года Cinemax выпустили первый официальный трейлер сериала, а 22 сентября первая серия вышла в эфир.
16 мая 2018 года было объявлено, что сериал будет продлён на второй сезон. 4 октября 2018 года стало известно, что премьера второго сезона состоится 2 ноября 2018 года.

## Эпизоды

### Сезон 1 (2017)
| № общий | № в сезоне | Название                                 | Режиссёр   | Автор сценария                                                           | Дата премьеры    | Зрители в США (млн) |
| ------- | ---------- | ---------------------------------------- | ---------- | ------------------------------------------------------------------------ | ---------------- | ------------------- |
| 1       | 1          | «Джонни Пэйчек»                          | Майк Джадж | Джулиен Ницберг, Джефф Ферцейг, Ричард Маллинз, Даб Корнетт и Майк Джадж | 22 сентября 2017 | н/д                 |
| 2       | 2          | «Джерри Ли Льюис»                        | Майк Джадж | Марк Монро и Майк Джадж                                                  | 29 сентября 2017 | 0.069               |
| 3       | 3          | «Джордж Джонс и Тэмми Уайнетт (часть 1)» | Майк Джадж | Марк Монро, Джефф Ферцейг, Джулиен Ницберг и Майк Джадж                  | 6 октября 2017   | 0.050               |
| 4       | 4          | «Джордж Джонс и Тэмми Уайнетт (часть 2)» | Майк Джадж | Марк Монро, Джефф Ферцейг, Джулиен Ницберг и Майк Джадж                  | 13 октября 2017  | н/д                 |
| 5       | 5          | «Билли Джо Шэйвер»                       | Майк Джадж | Марк Монро и Майк Джадж                                                  | 20 октября 2017  | 0.061               |
| 6       | 6          | «Уэйлон Дженнингс (часть 1)»             | Майк Джадж | Марк Монро и Майк Джадж                                                  | 27 октября 2017  | 0.125               |
| 7       | 7          | «Уэйлон Дженнингс (часть 2)»             | Майк Джадж | Марк Монро и Майк Джадж                                                  | 3 ноября 2017    | 0.105               |
| 8       | 8          | «Блейз Фоли»                             | Майк Джадж | Марк Монро и Майк Джадж                                                  | 10 ноября 2017   | 0.045               |

### Сезон 2 (2018)
| № общий | № в сезоне | Название                  | Режиссёр   | Автор сценария          | Дата премьеры   | Зрители в США (млн) |
| ------- | ---------- | ------------------------- | ---------- | ----------------------- | --------------- | ------------------- |
| 9       | 1          | «Джордж Клинтон»          | Майк Джадж | Марк Монро и Майк Джадж | 2 ноября 2018   | н/д                 |
| 10      | 2          | «Рик Джеймс (часть 1)»    | Майк Джадж | Марк Монро и Майк Джадж | 9 ноября 2018   | н/д                 |
| 11      | 3          | «Рик Джеймс (часть 2)»    | Майк Джадж | Марк Монро и Майк Джадж | 16 ноября 2018  | н/д                 |
| 12      | 4          | «Бутси Коллинз»           | Майк Джадж | Марк Монро и Майк Джадж | 23 ноября 2018  | н/д                 |
| 13      | 5          | «Джеймс Браун (часть 1)»  | Майк Джадж | Марк Монро и Майк Джадж | 30 ноября 2018  | 0.094               |
| 14      | 6          | «Джеймс Браун (часть 2)»  | Майк Джадж | Марк Монро и Майк Джадж | 7 декабря 2018  | 0.040               |
| 15      | 7          | «Morris Day and the Time» | Майк Джадж | Марк Монро и Майк Джадж | 14 декабря 2018 | 0.055               |
| 16      | 8          | «Бетти Дэвис»             | Майк Джадж | Марк Монро и Майк Джадж | 21 декабря 2018 | н/д                 |

## Рецензии
Сериал был хорошо встречен критиками. На сайте Rotten Tomatoes первый сезон имеет 100 % рейтинг «свежести» на основе 7 отзывов. На сайте Metacritic у сериала 83 балла из 100 на основе мнения 5 критиков.